# 358P/PANSTARRS
Pour les articles homonymes, voir Comète PANSTARRS.
358P/PANSTARRS est une comète périodique découverte le 6 octobre 2012 par le programme de relevé astronomique Pan-STARRS.
Elle est retrouvée grâce à plusieurs observations réalisées en juillet 2017 depuis l'observatoire Gemini South. Sa période orbitale est de 5,59 ans. 